# Lora (cantante)
Lora, pseudonimo di Laura Petrescu (Vaslui, 23 luglio 1982), è una cantante e personaggio televisivo rumena.

## Biografia
Nata a Vaslui, ha fatto parte del gruppo musicale Wassabi, lasciandolo nel 2009 per intraprendere una carriera da solista. L'anno successivo ha preso parte a Selecția Națională, il processo di selezione eurovisiva rumeno, eseguendo il duetto Come Along con Sonny Flame, ove si sono classificati al 7º posto su sedici partecipanti. È successivamente divenuta membro di giuria della versione rumena di Next Star per cinque stagioni, nonché concorrente di Te cunosc de undeva! per altre tre.
Nel 2017 è uscito il primo album in studio A voastră, Lora, reso disponibile dalla MediaPro, parte della Universal Music România, contenente svariati brani di successo. Il progetto è stato seguito dal disco Despre demoni şi iertare, pubblicato due anni dopo. L'album è stato anticipato dai singoli Cinci, Dor sa te ador e Rămas bun, che hanno scalato la Romanian Top 100 fino a rispettivamente la 55ª, 12ª e 23ª posizione.

## Discografia

### Album in studio
- 2017 – A voastră, Lora
- 2019 – Despre demoni şi iertare

### Singoli
- 2010 – No More Tears
- 2011 – Un vis
- 2012 – Sad Eyes
- 2012 – Fără el
- 2013 – Capu' sus
- 2014 – Puișor
- 2014 – Rebeli și nebuni
- 2014 – Dragă
- 2014 – Arde
- 2015 – Floare la ureche
- 2015 – Come Along (con Sonny Flame)
- 2015 – Ne împotrivim
- 2015 – Moşu' e român (con George e Anda Adam)
- 2016 – Asha
- 2016 – Rugă
- 2017 – I Know
- 2017 – Valul
- 2017 – Lume (feat. Sergiu Ferat)
- 2017 – Rămas bun
- 2018 – Cinci
- 2018 – Până în rai (feat. Shift)
- 2018 – Pleacă
- 2018 – Soare negru
- 2018 – Rădăcini
- 2019 – Tu și ea
- 2019 – E nebună românca
- 2019 – Fii tu fata
- 2019 – Prea târziu (con Proconsul)
- 2020 – Sentimentul
- 2020 – O rană
- 2020 – Dacă dragostea
- 2021 – Vrei să te mint? (con Marius Moga)
- 2022 – Loc de 2
- 2022 – Tu cu ea (con Mira)
- 2022 – Picătura (con Shift)
- 2022 – Emilian
- 2022 – Depedența
- 2023 – Noaptea la 3
- 2023 – Ziu ta
- 2023 – Goala
- 2023 – Shot dupa shot
- 2024 – Abia astept sa vina seara (con What's Up)
- 2024 – Seara asta (con Lia Taburcean)
- 2024 – Piele pe piele
- 2024 – Pentru inimi frante
- 2024 – De mâine (con DJ Sava)

### Collaborazioni
- 2018 – Dor sa te ador (Doddy feat. Lora)

## Filmografia
- Pup-o, mă! 2: Mireasa nebună, regia di Camelia Popa (2021)